# Lovisa Fredrica Bellman

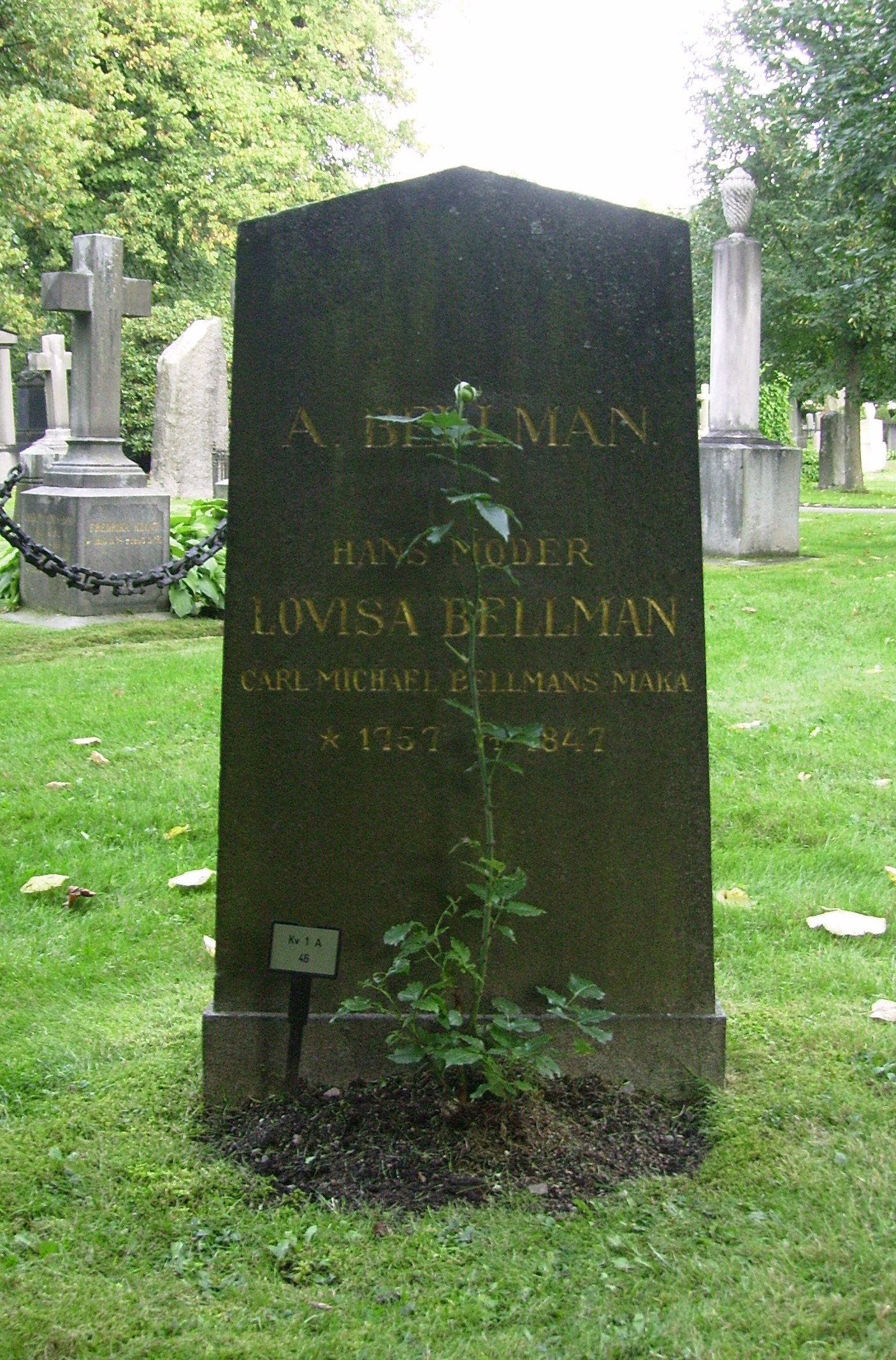
Lovisa Bellmans gravvård på Norra begravningsplatsen i Solna kommun.

Lovisa Fredrica Bellman, född Grönlund 17 oktober 1757, död 24 januari 1847, var gift med Sveriges nationalskald Carl Michael Bellman.

## Biografi
Lovisa Fredrica Bellman var dotter till våg- och stämpelmästaren i Stockholms packhus, Gabriel Grönlund och Maria Engel Friedlein. 1775 träffades Carl Michael och Lovisa för första gången och två år senare, den 19 december 1777, gifte de sig.
Äktenskapet mellan de två ska inte ha varit enkelt då maken Carl Michael ständigt slösade bort de små inkomster han drog in. Familjen hade trots detta råd att hålla sig med tjänstefolk och Lovisa tros ha utfört en del syarbeten efter beställning.
Eftersom Carl Michael kom att dö utfattig, fick hon det då mycket svårt under en tid. Hon ägde absolut ingenting och blev satt under förmyndare med ett av sina tre barn, Adolf.
År 1814 fick hon emellertid en tjänst på det Kniggeska huset på Drottninggatan, och efter att husets ägare Anna Maria von Balthazar Knigge dog 1825 fick hon ärva en summa av 50 riksdaler per år. Lovisa fick på så vis så småningom leva ett förhållandevis gott liv och kom att överleva sin make med 51 år. När hon dog 1847, var hon 89 år.
Lovisa Bellman är begravd på Norra begravningsplatsen i Stockholm. 